# アップショット・ノットホール作戦

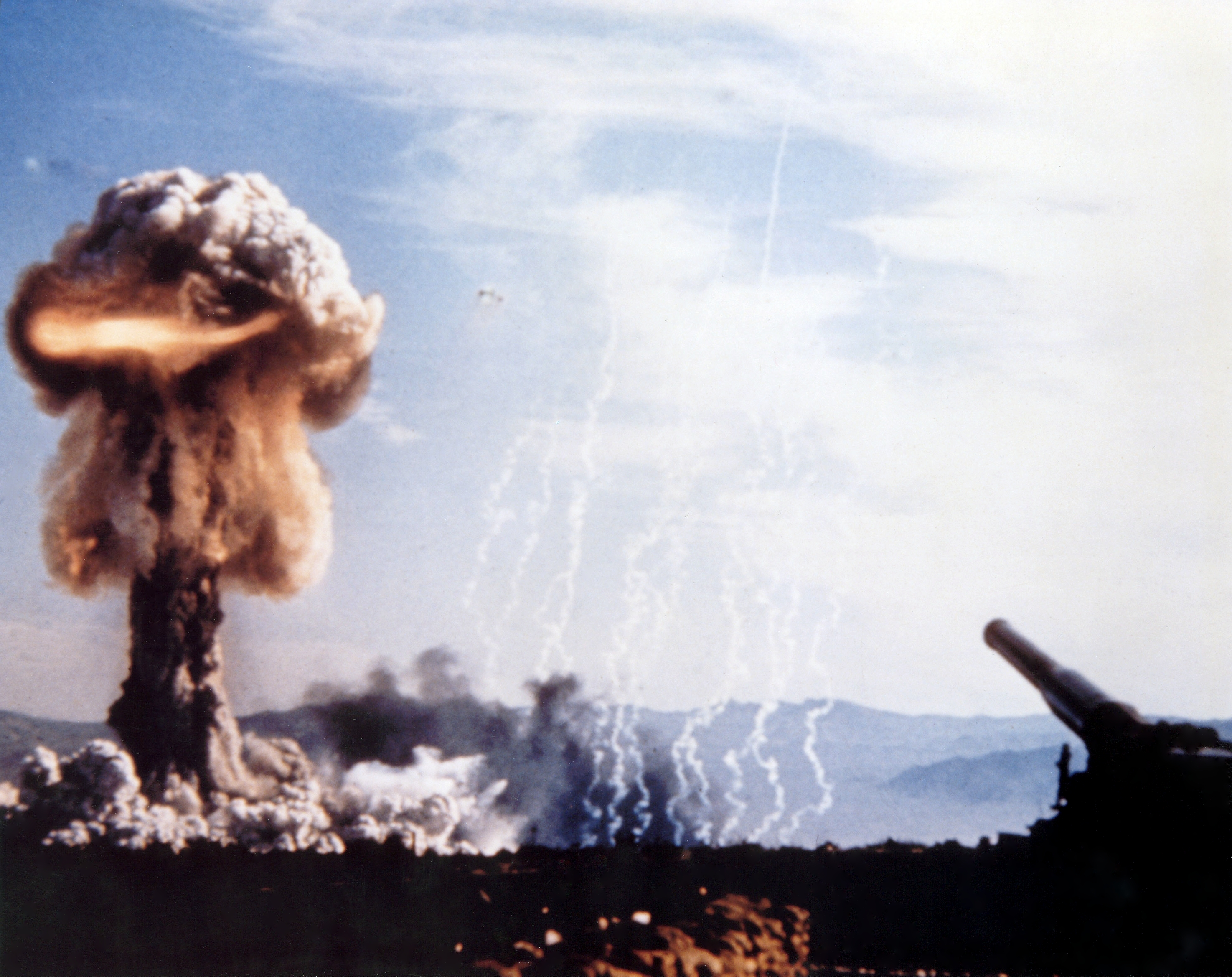
核砲弾によるテストが行われたグレイブル実験

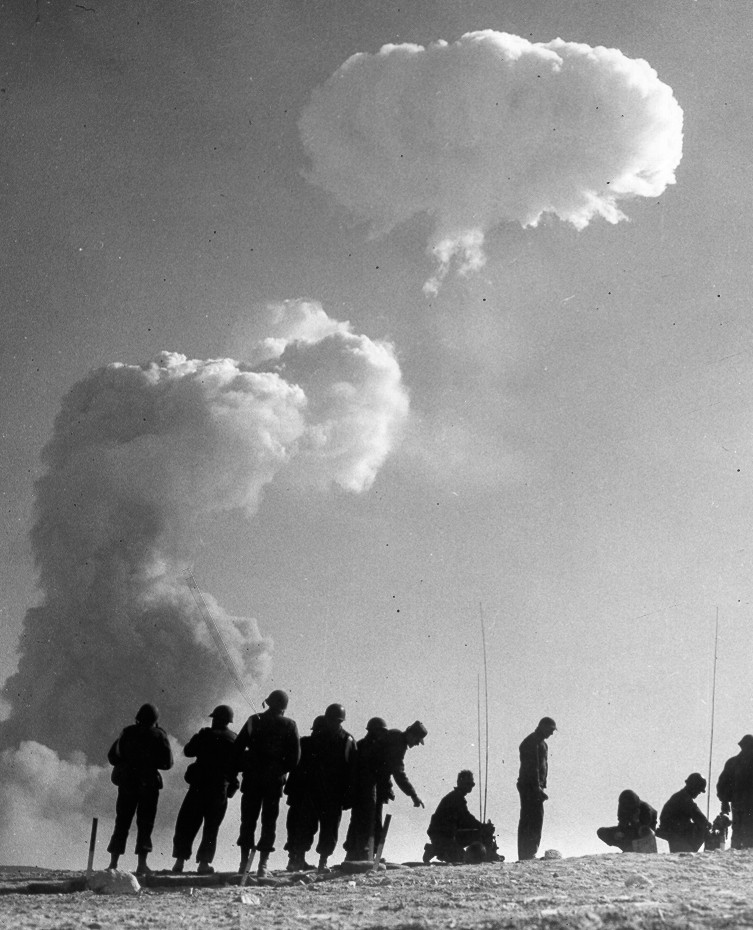
アンコール実験で戦闘部隊本隊と連絡を取り合う陸軍通信部隊

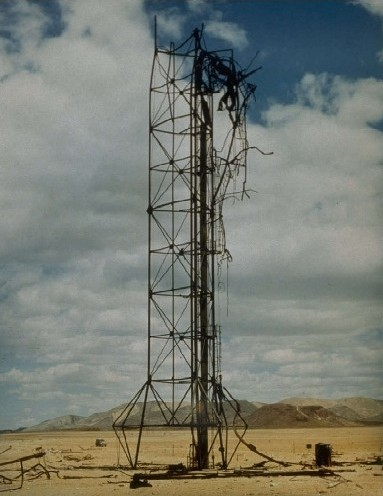
ルース実験で破壊されずに残った鉄塔

アップショット・ノットホール作戦 (英: Operation Upshot-Knothole) は、1953年にネバダ核実験場で実施された核実験である。アメリカ合衆国の核実験としては11番目のシリーズとなる。
特にグレイブル実験には、2万1千人以上の兵士がデザート・ロックIV演習として参加した。この実験では、M65 280mmカノン砲によりW9核砲弾が実射され、この模様は軍の上級幹部に観覧された。
アップショット・ノットホール作戦はアイビー作戦に続いて実施され、本作戦の後にはキャッスル作戦が実施された。本作戦の中では、初めて核砲弾が使用されたグレイブル実験、及びカリフォルニア大学リバモア放射線研究所(後のローレンス・リバモア国立研究所)が初めて実施して失敗に終わった2つの水素化ウラン爆弾の実験("ルース"と"レイ")が特筆すべきものである。重水素により、比較的低速な中性子を発生させ、核分裂反応の効率化を目指すものであった。実験でテストされた熱核兵器用の装置は、その後に実施されたより大規模な”キャッスル作戦”で使用された。
本作戦で実施された各実験は以下の通り。

## ビデオ
- ビデオ
- アップショット作戦のビデオ
- アップショット・ノットホール作戦グレイブル実験のビデオ

## 詳細
| 実験名                  | 実施日        | 実施場所       | 核出力      | 備考                                                                                             |
| ----------------------- | ------------- | -------------- | ----------- | ------------------------------------------------------------------------------------------------ |
| アニー (Annie)          | 1953年3月17日 | ネバダ核実験場 | 16キロトン  |                                                                                                  |
| ナンシー (Nancy)        | 1953年3月24日 | ネバダ核実験場 | 24キロトン  |                                                                                                  |
| ルース (Ruth)           | 1953年3月31日 | ネバダ核実験場 | 0.2キロトン | リバモア研究所が実施した最初の実験(不完全核爆発)。水素化ウランが使用された（水素化ウラン爆弾）。 |
| ディキシー (Dixie)      | 1953年4月6日  | ネバダ核実験場 | 11キロトン  |                                                                                                  |
| レイ (Ray)              | 1953年4月11日 | ネバダ核実験場 | 0.2キロトン | リバモア研究所が実施した2番目の実験(不完全核爆発)。重水素化ウランが使用された。                  |
| バッジャー (Badger)     | 1953年4月18日 | ネバダ核実験場 | 23キロトン  |                                                                                                  |
| サイモン (Simon)        | 1953年4月25日 | ネバダ核実験場 | 43キロトン  |                                                                                                  |
| アンコール (Encore)     | 1953年5月8日  | ネバダ核実験場 | 27キロトン  |                                                                                                  |
| ハリー (Harry)          | 1953年5月19日 | ネバダ核実験場 | 32キロトン  | Mark 13を使用。大量の放射性降下物が発生                                                          |
| グレイブル (Grable)     | 1953年5月25日 | ネバダ核実験場 | 15キロトン  | W9核砲弾実験（ガンバレル式核分裂兵器）                                                           |
| クライマックス (Climax) | 1953年6月4日  | ネバダ核実験場 | 61キロトン  | Mark7インプロージョン方式の核爆弾を使った投下実験。空中98mで起爆した。                           |